# Millbrook River Reservoir
Millbrook River Reservoir är en reservoar i Australien. Den ligger i delstaten South Australia, omkring 22 kilometer nordost om delstatshuvudstaden Adelaide. Arean är 1,8 kvadratkilometer. 
I omgivningarna runt Millbrook River Reservoir växer i huvudsak blandskog. Runt Millbrook River Reservoir är det glesbefolkat, med 17 invånare per kvadratkilometer. Genomsnittlig årsnederbörd är 593 millimeter. Den regnigaste månaden är juli, med i genomsnitt 95 mm nederbörd, och den torraste är december, med 13 mm nederbörd.